# Il mistero di Orione
Il mistero di Orione (The Orion Mystery) è un saggio di pseudostoria del 1995 scritto da Robert Bauval e Adrian Gilbert.

## Contenuti
Gli autori sostengono che la creazione delle piramidi di Giza possano essere retrodatata ad un'epoca remota, all'incirca al 10.500 a.C.; questa datazione verrebbe ottenuta utilizzando calcoli astronomici (teoria della correlazione di Orione).

## Edizioni
- Robert Bauval e Adrian Gilbert, Il mistero di Orione, 1995  [1994].